# 淥口区
淥口区（ろくこう-く）は中華人民共和国湖南省株洲市に位置する市轄区。旧名は株洲県（しゅしゅうけん）。

## 歴史
214年（建安19年）、後漢末の孫権により櫧洲に建寧県（福建省の建寧県とは異なる）が置かれた。2018年6月に市轄区の淥口区に改編され現在に至る。

## 行政区画
- 鎮：淥口鎮、朱亭鎮、古岳峰鎮、淦田鎮、竜門鎮、竜潭鎮、竜船鎮、南洲鎮

## 名所
- 空霊岸 - 湘江西岸。
- 建寧県遺址
- 伏波廟 - 後漢の伏波将軍馬援を祀る。